# 아즈미 신이치로의 일요천국
아즈미 신이치로의 일요천국(安住紳一郎の日曜天国)는 2005년 4월 10일에 첫방송되어 지금도 방송되고 있는 TBS 라디오에 일요일 정보 프로그램이다.

## 방송 역사
아즈미 신이치로의 일요천국(安住紳一郎の日曜天国) 일요일을 즐겁게 보내기 위한 토크 버라이어티 프로그램이다. 매주 일요일에 다채로운 게스트를 맞이하거나 청취자로부터 테마에 따른 팩스나 메일을 모집해 그것을 소개하거나 주말의 외출 정보를 리포트하고 있다. 이 프로그램은 다른 와이드 프로그램에서 별로 볼 수 없는 전화에 의한 접수도 계속하고 있다. 특히 프로그램 오프닝은 안주가 개성 넘치는 프리토크를 펼쳐 30분 안팎 이야기를 이어간다. 재팬 뉴스 네트워크·재팬 라디오 네트워크 계열국에 소속된 우수한 아나운서를 표창하는 「어논시스트상」의 2007년도 최우수상을 2008년 3월 2일 방송분 오프닝에서 수상했다. 아키타시 출장을 갔을 때 펑키볼로 볼링을 치는데 가족 단위로 찾던 옆 레인 여성의 속옷이 정면에서 보여 점수가 뚝 떨어졌다는 내용이었다. 실제로 응모할 예정이었던 작품은, 「미국의 주기억가」로부터 「일본 전국 도도부현 암기가」로 이어진다. 지난 2005년 4월 10일 첫방송 이후 2015년 1월 25일 방송분으로 방송 500회, 2019년 1월 27일 방송분으로 방송 700회를 맞이했고 2021년 1월 31일 방송분으로 방송 800회를 기록했다. 프로그램이 방송되는 일요일은 전날 밤 TBS TV 신 정보 7DAYS 뉴스 캐스터 종료 후 반성회나 다른 프로그램 협의를 오전 1시까지 계속한 뒤 아침 5시까지 해당 프로그램을 협의하고 준비가 늦어질 때는 그대로 자지 않고 프로그램에 임하기도 한다. 주 1회 방송당 1500통 정도의 투고가 있었다. 청취율은 2007년 10월도 조사 2.1%, 2007년 12월도 조사 2.3%, 2008년 2월도 조사 2.4%, 2008년 6월도 조사 2.1%, 2009년 6월도 조사 2.4%, 2009년 10월도 조사 2.7%로 라디오 방송국 와이드 프로그램에서 1위이다. 2008년에는 4월도 1.7%로 급락했지만 6월도는 회복했다.2013년 8월기와 10월기는 2.9%로 역대 최고인 2009년 10월기 2.7%를
경신했다. 특히 2014년 브라질 월드컵이 열렸던 2014년 6월기 조사는 각 국의 뒤 프로그램에서 2014 FIFA 월드컵 C조(월드컵)·코트디부아르 vs 일본전 중계가 방송되는 가운데 TBS 라디오는 '레귤러 프로그램에 대한 지지가 높다'는 이유로 평소와 같이 당 프로그램을 방송하여 1.9%로 동시간대 1위였다. 그렇게 방송국과 방송국의 대규모 스포츠 이벤트 중계에 일석을 던졌다.

## 방송 시간
- 매주 일요일 오전 10시 ~ 11시 55분(TBS 라디오 방송. 수도권 (일본) 기준)

## 방송 순서
- 10:00 오프닝 일주일 주변에서 벌어진 일들을 중심으로 프리토크를 진행한다.주에 따라 전반의 길이는 다르다.

후반에는 청취자로부터의 메시지와 함께 신청곡 나온다.
- 10:25 TBS 라디오 교통 정보

- 10:30 일 10나들이 리서치 TBS 라디오 캐스터가, 「주말에 즐길 수 있는 추천의 외출 장소」로부터 중계로 리포트(이 코너는 전 프로그램의 「CUBE」로부터 계속되고 있다). 2020년 코로나 19 확산 이후에는 감염 방지를 이유로 TBS 라디오 전체에서 중계 코너가 소멸되면서 스튜디오에서 라디오 캐스터가 해설하는 방식으로 바뀌고 있다.

- 10:35 일 10시 시작 초기에는 TBS 아나운서가 매주 스튜디오에 출연해 세계의 'B급 뉴스'를 소개하는 코너였다. 2006년 10월부터 토야마 에리가 담당해, 1주일간의 뉴스의 되돌아보는 것과 궁금한 일을 독특한 시점에서 다루는 코너가 된다.2010년 7월부터 월 1~2회는 외산 대신 다른 TBS 텔레비전 아나운서가 출연한다. 2018년부터 구성작가 후히로 타이이치가 출연하는 날은 일주일째 뉴스 회고는 없다.

- 10:45 일 10 다바다 메시지 소개.코너명이 호칭되는 일은 없고, 코너의 서두도 끝도 제공 스폰서의 낭독뿐이다.

- 10:55 TBS 라디오 교통정보·주말 일기예보 10시대 코너가 연장될 경우 일기예보가 11시 시보 후가 될수 있다.

- 11:00 도쿄 가스 그룹 presents 게스트 de 다바다 게스트 코너.

시보 후에는 아즈미가 「아즈미 신이치로의 일요 천국을 듣고 계신 방송은 FM90.5, AM954, TBS 라디오 입니다.」의 징글이 흐른다.
현재는 도쿄 가스 그룹의 한 회사 제공으로 토크 종료 후 도쿄 가스의 인포마셜이 들어간다.
- 11:25 TBS 라디오 교통 정보

- 11:27 일 10 다바다 11시대 메시지 소개 신청곡 당규도 「아즈미 신이치로의 일요 천국.」이라고 아나운스 된다.

- 11:50 TBS 라디오 교통 정보

- 11:53 엔딩 선물 당첨자 발표와 다음 주 게스트 메시지 주제 예고.차주 예고는 없는 경우가 있다.

시작부터 2009년 10월 4일까지 「TBS 뉴스」, 2009년 10월 11일부터 2010년 4월 4일까지 「주말판 TBS 라디오 쇼핑을 「일 10 다바다 11시대」후 11:50 - 11:55의 코너로서 내포하고, 당 프로그램은 12:00까지 방송했다. 2010년 4월 11일부터 5분 단축되어 11:55-12:00은 라디오 쇼핑 프로그램→미니 프로그램이 되었다.그 후 「TBS 뉴스」는 12:29→12:58의 스폿 범위, 「주말판 TBS 라디오 쇼핑」은 「프레셔스 선데이」로 이행했다.

## 진행
- 아즈미 신이치로: TBS 홀딩스 아나운서